# Bingham Canyon
Bingham Canyon er beliggende i Oquirrh-bjergene sydvest for Salt Lake City i den amerikanske stat Utah. I august 1848 flyttede to mormon pionerer, Thomas og Sanford Bingham til slugten. Slugten blev benyttet til kvæg og man hentede meget tømmer derfra. Brødrene fandt også mineralforekomster, men efter påbud fra Brigham Young stoppede de efterforskningen.
I 1863 blev mineralforekomsterne genopdaget, denne gang af soldater udstationeret i Utah.
I dag er Bingham Canyon-minen verdens største menneskeskabte udgravning (4 kilometer bred) og dermed naturligvis også verdens største åbne mine. Minen drives af "Kennecott Utah Copper" som er ejet af "Rio Tinto" et af verdens største mineselskaber.
Bingham Canyon-minen har produceret mere kobber end nogen anden kobbermine, nemlig mere end 17 millioner tons. Minen er så stor, at den kan ses fra rummet fra satellitter, der cirkler om jorden.
40°31′20″N 112°08′58″V / 40.5222°N 112.1494°V